# Granados
Granados este un municipiu în statul Sonora, Mexic.